# (13497) Ronstone
(13497) Ronstone (1986 EK1) – planetoida z pasa głównego asteroid okrążająca Słońce w ciągu 3,54 lat w średniej odległości 2,32 j.a. Odkryta 5 marca 1986 roku.